# Feixisme d'esquerra

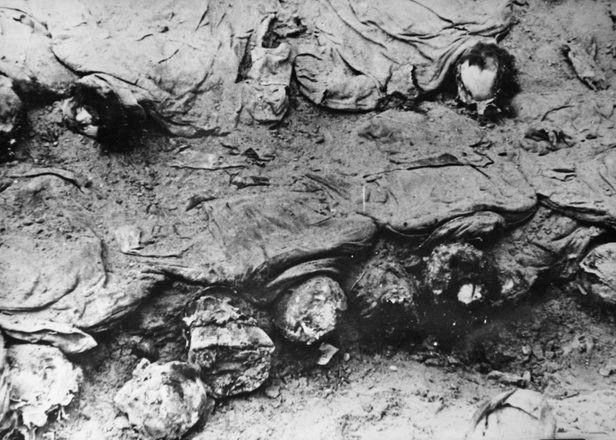
Exhumació de cadàvers de la Massacre de Katyn. En total van ser assassinats pels comunistes 21.768 ciutadans polonesos, executats al bosc de Katyn com a les presons de les ciutats de Kalinin, Khàrkiv i altres llocs.

El feixisme d'esquerra són aquelles tendències de l'esquerra que contradiuen o violen els ideals progressistes amb què s'associa generalment l'esquerra. Atenent a la classificació general del feixisme com a ultradreta, cal esperar un barreja ideològica segons la teoria que postula que «els extrems es toquen». El punt d'unió entre l'extrema esquerra i l'extrema dreta pot ser l'ús de poder i/o el terrorisme polític.

Es va denominar inicialment, a la dècada dels vint del segle xx, feixisme roig, segons comenta Luigi Fabbri en la seua obra La contro-rivoluzione preventiva (1922):
«Fascisti rossi» cominciano ad esser chiamati qua e là quei comunisti bolscevichi, che son più propensi ad adottare verso gli avversari i metodi del fascismo.
El terme va continuar en ús entre els crítics del règim soviètic, com ara Vsévolod Mikhàïlovitx Eichenbaum (més conegut pel pseudònim Volin), que va escriure en 1934 l'article Красный фашизм ('Feixisme roig') publicat en francés («Le fascisme rouge») en el setmanari Ce qu'il faut dire; o l'assaig Brauner und roter Faschismus d'Otto Rühle (escrit en 1939).
Posteriorment, el primer a utilitzar l'expressió «feixisme d'esquerra» va ser Jürgen Habermas, un sociòleg i filòsof influït per la neomarxista Escola de Frankfurt, que va emprar aquest terme a la dècada de 1960 per distingir l'Escola de Frankfurt de la violència i l'autoritarisme dels terroristes d'esquerra. Habermas, en el treball del qual destaca la importància del discurs racional, les institucions democràtiques i l'oposició a la violència, va fer importants contribucions en la teoria del conflicte i sovint s'associa amb l'esquerra radical.
El sociòleg Irving Louis Horowitz empra aquest terme en el seu llibre Winners and Losers (1984), basat en l'obra de Lenin L'esquerranisme, malaltia infantil del comunisme. Lenin descriu els enemics de la classe obrera com a oportunistes i Petita burgesia revolucionaris, que associa amb l'anarquisme. Horowitz afirma que hi va haver un escenari polític similar als Estats Units de la dècada de 1980, que ell caracteritza com a «feixisme d'esquerra».
Horowitz sosté que és perillós assumir una clara distinció entre l'esquerra, el centre i la dreta, i que són possibles diverses combinacions. El terme «feixisme d'esquerra» el va utilitzar durant els darrers anys de plom europeus, època amb abundància de grups terroristes roigs negres, com l'alemanya Fracció de l'Exèrcit Roig (RAF) i les Brigades Roges italianes, que considera que tenien influències tant d'esquerra i com de dreta. Horowitz afirma que el «feixisme d'esquerra» dels Estats Units i d'Europa és capaç de combinar moltes ideologies diferents en una fórmula política que té el potencial d'atreure les masses. També argumenta que operen a través del llenguatge desconcertat, atribueixen la culpa a «tot arreu i sempre en una conspiració imperial de la riquesa, el poder o l'estatus», i fa ús de l'antisemitisme com a eina pseudopopulista.
Horowitz afirma que un dels principis del «feixisme d'esquerra» dels Estats Units és el rebuig dels ideals nord-americans i del sistema democràtic i una reivindicació del socialisme com a abstracció idealitzada. Argumenta que els «feixistes d'esquerra» investiguen únicament el socialisme sense comentar les fets ocorreguts a la Unió Soviètica. També sosté que la força potencial del «feixisme d'esquerra», tal com practica el National Caucus of Labor Committees (NCLC) de Lyndon LaRouche, es troba en una combinació per promoure els principis pel desenvolupament d'un nou ordre social feixista. L'eficàcia de l'NCLC rau en la construcció d'aliances monotemàtiques amb l'antisemita d'extrema dreta Liberty Lobby, els moviments musulmans negres i els membres de la conservadora Teamsters Union.
A finals del segle XX i principis del XXI, el terme «feixisme d'esquerra» ha estat utilitzat per descriure inusuals aliances polítiques híbrides. L'historiador Richard Wolin va utilitzar aquest terme argumentant que alguns intel·lectuals europeus s'han obsessionat per les teories postmodernistes o anti-il·lustració, i han obert la possibilitat a posicions d'un suposat culte, irracionals i antidemocràtiques que combinen les característiques de l'esquerra amb les del feixisme. Bernard-Henri Lévy, un filòsof i periodista francès, ho anomena «neo-progressisme», «nova barbàrie» o «feixisme roig». Lévy afirma que es caracteritza per ser antiliberal, antiamericanista, antiimperialista, antisemita i pro-islamofeixista.